# Яготинська картинна галерея
Яготинська картинна галерея — картинна галерея у районному центрі Київської області місті Яготині; відкрита 1983 року є однією з найкращих районних картинних галерей України. Має статус відділу Яготинського історичного музею.

## Приміщення
Галерея розміщена в двоповерховому кам'яному приміщенні будинку, який є залишком (правий ризаліт) колишнього палацу графа Розумовського та князів Рєпніних (кінець XVIII — початок XIX століття) в мальовничому парку на березі озера Супій.
На двох поверхах галереї знаходиться 14 виставкових залів, в яких одночасно може експонуватись до 300 полотен та інших художніх творів.

## Експозиція

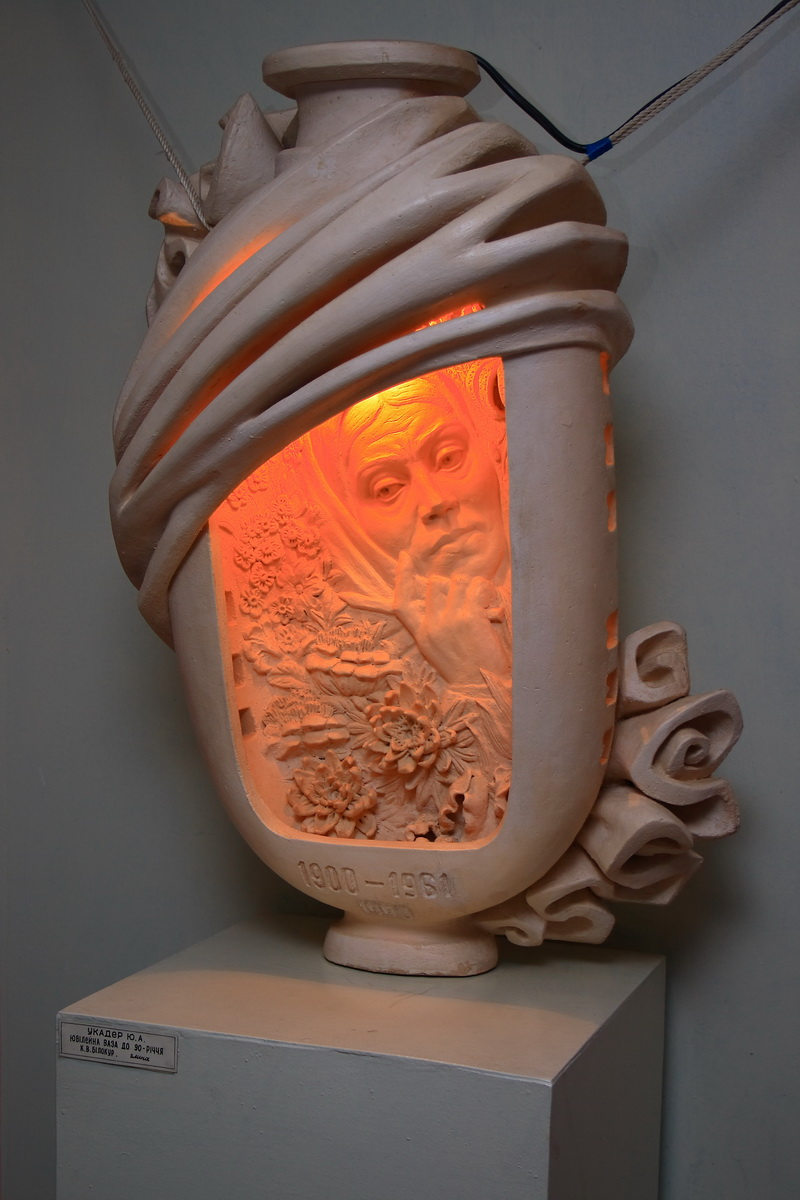
Ювілейна ваза до 90-річчя Катерини Білокур. Скульптор — Укадер Ю. А., Яготинська картинна галерея

У залах галереї широко представлено українське мистецтво — твори живопису, графіки, скульптури, декоративного мистецтва. Галерея нараховує майже 250 одиниць творчого доробку видатних митців України.
В експозиції музею полотна та графічні твори:
- народних художників СРСР М. Глущенка, Т. Яблонської, В. Касіяна, М. Дерегуса, С. Григор'єва, С. Шишка,
- народних художників України І. Їжакевича, А. Монастирського, А. Пламеницького, В. Забашти,
- художників В. Куткіна, І. Філонова, М. Малинка

Представлені скульптурні роботи
- народного художника СРСР О. Ковальова,
- народних художників України І. Гончара, О. Скоблікова, Г. Кальченко.
- заслуженого художника України Є. Прокопова.

Оригінальне обличчя Картинної галереї створює самобутня творчість художників Яготинського району. Справжньою гордістю галереї є найповніше зібрання робіт (більше 70) народної художниці України Катерини Білокур — живопис, акварель, графіка, ескізи, ранні та незакінчені роботи.

## Адреса
м. Яготин, вул. Незалежності, 59

## Джерело
Флайєр, який підготувала завідувач галереї Віра Іванівна Кольга (2011).